# 大木工藝
株式会社大木工藝（おおぎこうげい）とは滋賀県大津市に本社を置く株式会社である。

## 概要
炭素素材を生かした医療器具や環境関連製品などの研究開発を行う。営業や販売は他の企業に委託し、大学との共同研究を取り組むことで積極的に開発を展開する。

## 沿革
1970年（昭和45年）に滋賀県大津市で設立。創業当初は合成樹脂などを加工した工芸品を百貨店に納入する事業を手掛けていたが、社長自身が体調を崩したため断念。
1973年（昭和48年）頃から風景などの絵画を転写して表面を樹脂でコーティングする商品を開発したところ大ヒットした。この技術を応用し、建物の壁面や道路の路面で自由に絵柄を転写する技術を1994年（平成6年）頃に開発し、施工能力の限界から全国17社とフランチャイズ提携するようになった。この時に発生したアクリル樹脂の廃棄物は焼却すると大量の黒煙が生じるため、クリーンな処分方法が必要となった。その処分方法に関して龍谷大学と共同研究を行うことで廃棄物を炭化する解決策を得て、摂氏1,600度以上で焼成することで高密度で熱導電性が高い高機能炭素素材を共同で開発した。この開発をきっかけに炭素を用いた経営に転換し、現在では多くの大学と共同研究することで研究や開発に取り組むようになった。

## 主な開発
- 転写技術 - 常温で路面や壁面に絵や文字を正確に転写する技術である[2]が、ここで発生する廃棄物の問題から現在の炭素を生かした経営に繋がる[4]。
- 竹炭によるキノコの菌床 - 多孔質の構造が菌の増殖に適しており、加工時にアルカリ性を弱めて菌床とする[5]。有機物であるため年月が経てば地中で分解される[5]ほか、ダイオキシンの分解も期待される[2]。
- C-ION - 龍谷大学との共同研究で開発した炭を利用した健康グッズのブランド名で、水中の不純物を取り除くマドラーや炊飯用の炭などが販売された[6]。
- 軽量瓦 - 阪神淡路大震災で重量がある瓦が家屋崩壊を招いたことより、間伐材などで発生した炭を約1,600度で焼成して瓦の材料として混ぜ込む[7]。20％混入することでほぼ半分の重量になるほか、30％混入までなら強度上問題ない[7]。従来品より割高であるが、熱伝導性が高く融雪の効果があるほか、色が長持ちする効果もある[7]。
- マスク - フィルターの繊維に加水分解でウィルスの膜を溶かす酵素を取り入れている[8]。龍谷大学と共同開発したもので、これによりウィルスのフィルター内部での増殖による二次感染の懸念がなくなる[8]。2020年（令和2年）時点のものでは1枚で60日使用できる[9]。
- デジパック - コンクリート壁面の広告を一時的に隠し、短期間別の広告を提示するための新工法[10]。工期や工費の短縮ができる上に復旧も元通りにできる特徴を持つ[10]。大林道路ときんでんとの共同開発[10]。
- 歯茎マッサージ用ローラーヘッド - 京都府立医科大学と共同開発したもので、遠赤外線による体温上昇効果などで歯茎をケアする[11]。
- カーボンウェーブ - 龍谷大学と共同開発したもので、断熱・蓄熱性に加え耐久性があり加工しやすい壁紙[12]。四層構造となっており、その中で炭素シートや蓄熱層、防火紙がある[12]。
- 除染技術 - 放射性セシウムを吸着しやすいゼオライトの粉体を表面に付着させた鉄ねじを汚染土壌に加えて攪拌させてセシウムを吸着させ、ねじを電磁石で回収することで除染する[13]。龍谷大学との共同研究[13]。
- キャパシタ - 多孔質で表面積が大きく蓄電容量の増大が期待でき、再生PETを活用した電気二重層キャパシタ[14]。香川県さぬき市に製造プラントが設置されている[14]。
- 万年筆 - 導電性が高いため静電気が発生しづらく、熱導電性が高いため使用者の体温によってインクの硬化を防げる万年筆[15]。象彦とセーラー万年筆との共同開発[15]。